# Lykidas (Kentaur)

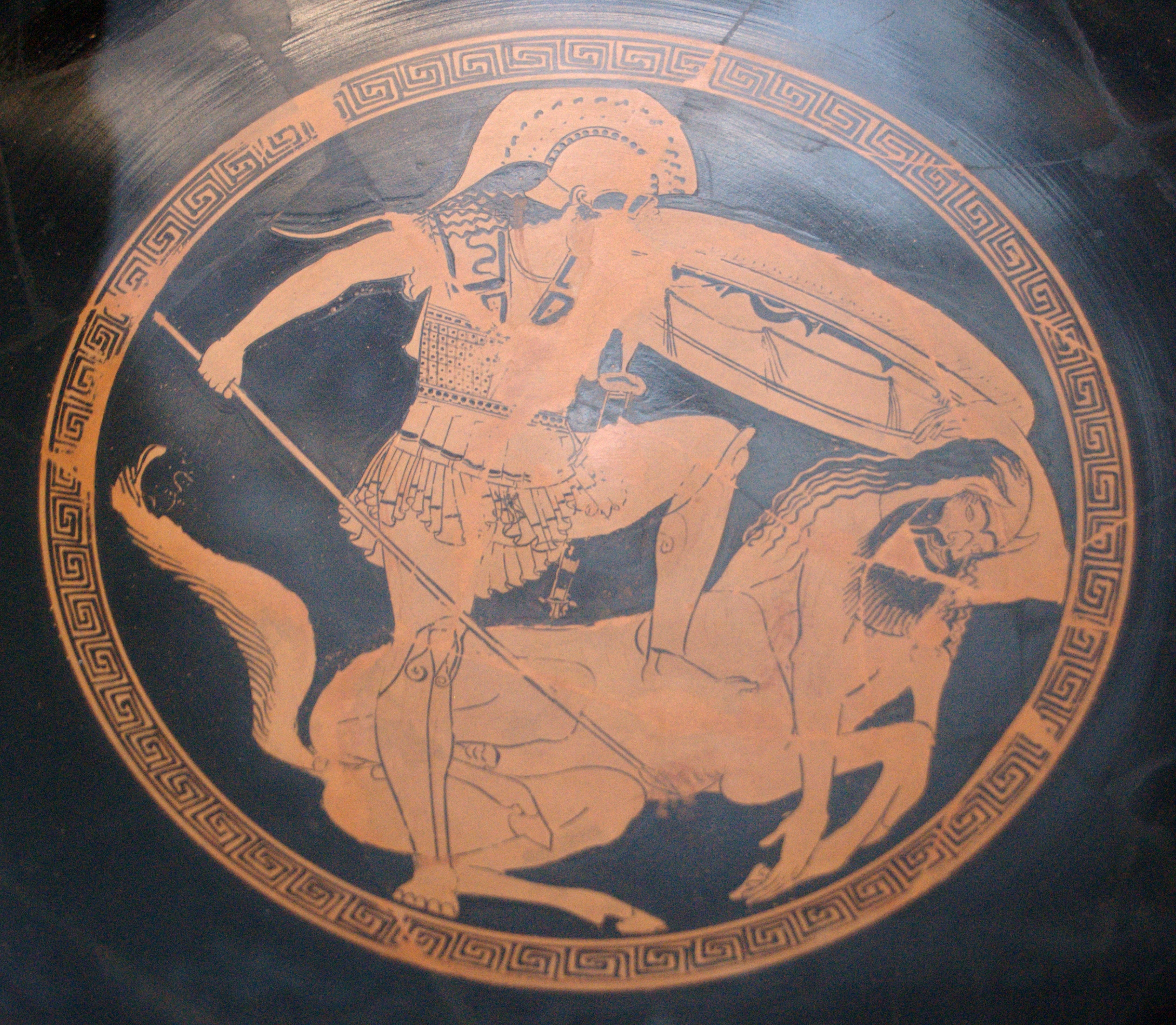
Tondo auf einer Kylix, 5. Jh. v. Chr.: Kentaur am Boden.

Lykidas ist ein Kentaur der griechischen Mythologie. Er wird in der Kentauromachie auf der Hochzeit des Peirithoos vom Lapithen Dryas getötet. Einzige Quelle ist das zwölfte Buch der ovidschen Metamorphosen.

## Name
Er kommt von dem griechischen Λυκίδας, Lykídas; lateinisch und auch deutsch Lýcidas, mit der Betonung auf der ersten Silbe, da das i in der vorletzten kurz ist (Paenultimagesetz). Er gehört zu den späten anthropomorphen Kentaurennamen „mit zum Teil von wilden Tieren entlehnten Namen.“ Lykidas, mit dem Suffix ‑das entstanden aus der Adjektivierung des λύκος, lýkos, Wolf, ist der „Wölfische“ oder „Wolfartige“, vergleichbar dem „wölfischen“ Lykotas.

## Mythos
In der Schlacht mit den Lapithen können einige Kentauren entkommen, nicht aber Lykidas und vier weitere Kentauren, die von Dryas in einem Zug niedergemacht werden und deshalb auch zusammen zu behandeln sind. Nestor erzählt vor Troja ihren Untergang.
Ovid, Metamorphosen 12, 310–315

310 Át non Eúrynomús Lycidásqu(e) et Aréos et Ímbreus

éffugére necém; quos ómnes déxtra Dryántis

pérculit ádversós. advérsum tú quoque, quámvis

térga fugaé dederás, vulnús, Crenaée, tulísti:

nám grave réspiciéns intér duo lúmina férrum,

315 quá narís frontí commíttitur, áccipis, ímae.
Übersetzung Suchier im hexametrischen Versmaß:

310 Áber Eurýnomos nícht und Lýcidas únd mít Aréos

Ímbreus míeden den Tód: die stréckte die Réchte des Drýas

álle darníeder von vórn. Von vórn nicht mínder empfíngst du,

ób du den Rǘcken zur Flúcht auch wándtest, Krenaíos, die Wúnde.

úmsehn wólltest du dích, als zwíschen den Aúgen hineínfuhr,

315 wó sich die Náse der Stírn anfǘgt, das verdérbende Eísen.
In der Aufzählung steht er an zweiter Stelle, er ist ein Dutzend-Kentaur unter vielen. Sein Name, der Wölfische, hebt ihn zwar aus der Masse heraus und verleiht ihm einen aggressiven und mutigen Ruf, den er aber in seinem Verhalten nicht einlöst, denn er hat Angst und flieht. Zum mythologischen Zusammenhang und zur literarischen Gestaltung der drei Verse siehe den Artikel Areios.

## Quelle
- Ovid: Metamorphosen 12, 310–315, Wikisource.